# سیارک ۵۵۹۱
سیارک ۵۵۹۱ (به انگلیسی: 5591 Koyo، نامگذاری:1990VF2) پنج هزار و پانصد و نود و یکمین سیارک کشف شده‌است که در ۱۰ نوامبر ۱۹۹۰ کشف شد.
قدر مطلق سیارک برابر ۱۲٫۵۰ است.